# Grande Tache sombre
La Grande Tache sombre (aussi connue sous le nom GDS-89, pour Great Dark Spot, 1989 ; ou GTS en français) est une série de taches sombres sur Neptune d'apparence similaire à la Grande Tache rouge de Jupiter. La première a été observée en août 1989 par la NASA grâce à la sonde Voyager 2. Comme celle de Jupiter, c’est  une tempête anticyclonique. Toutefois, l'intérieur de la GTS possède relativement peu de nuages, et contrairement à celle de Jupiter, qui existe depuis des centaines d'années, sa durée de vie semble être beaucoup plus courte, son apparition et sa disparition survenant avec un intervalle de quelques années. Sur la base d'observations effectuées par Voyager, et par la suite par le télescope spatial Hubble, Neptune semble présenter une GTS un peu plus de la moitié du temps.

## Caractéristiques

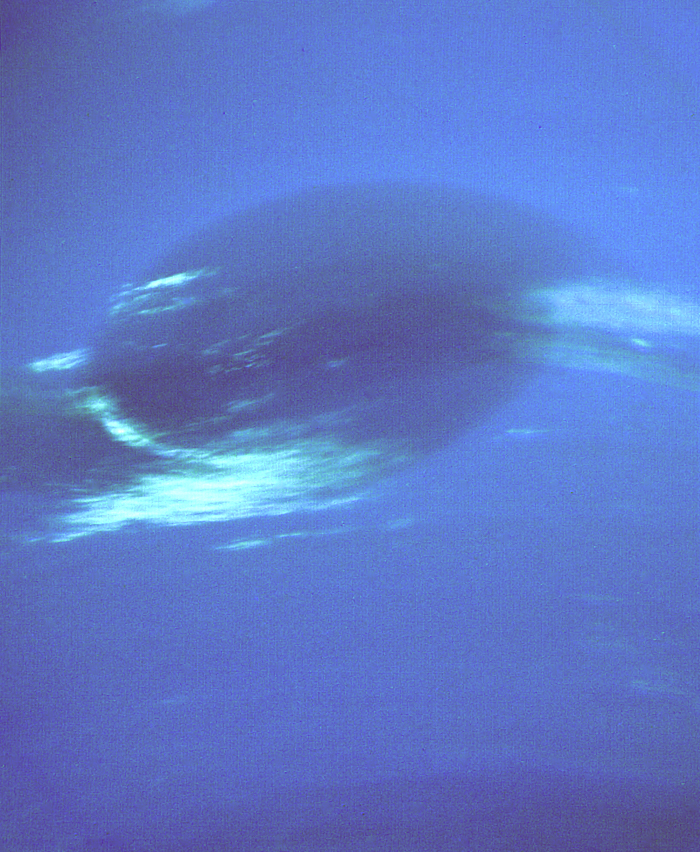
Gros plan sur la Grande Tache sombre prise par Voyager 2.

Presque tout ce que l'on sait de Neptune est basé sur les recherches effectuées par la sonde Voyager 2 lors de son survol. La Grande Tache sombre possède une forme elliptique (avec des dimensions initiales de 13 000 × 6 600 km), soit environ la même taille que la Terre, et est similaire en apparence à la Grande Tache rouge de Jupiter. Autour de la GTS, les vents soufflent jusqu'à 2 100 kilomètres à l'heure, ce qui en fait la tempête la plus rapide du Système solaire. La GTS représente un trou dans les couches de méthane des nuages de Neptune.

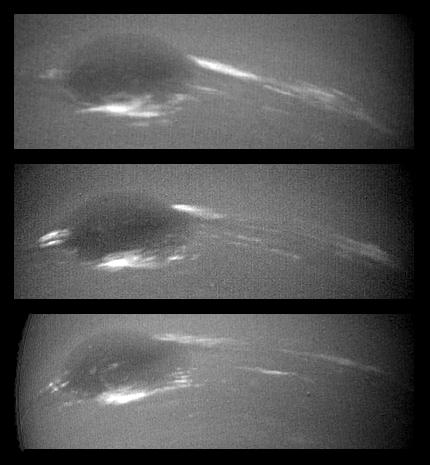
Évolution de la Grande Tache sombre.

La Grande Tache sombre génère de gros nuages blancs juste en dessous de la tropopause (limite supérieure de la troposphère et la limite inférieure de la stratosphère). Contrairement aux nuages de l'atmosphère terrestre, qui sont composés de cristaux de glace, ceux de Neptune sont constitués de cristaux de méthane. Et tandis que les cirrus de la Terre se forment et se dispersent ensuite en quelques heures, ceux de la GTS sont encore présents après 36 heures (soit deux rotations de la planète).
La GTS se forme dans la troposphère à basse altitude.

## Disparition
En novembre 1994, le télescope spatial Hubble a détecté qu’elle avait complètement disparu, indiquant aux astronomes qu'elle avait été recouverte ou qu'elle se serait dissipée. La persistance des nuages l'accompagnant prouve que certaines taches anciennes peuvent subsister sous la forme de cyclones. Les taches brunes peuvent se dissiper quand elles migrent trop près de l'équateur ou, éventuellement, par un phénomène inconnu.
Toutefois, une tache presque identique est apparue dans l’hémisphère nord de Neptune. Cette nouvelle tache, appelée la Grande Tache sombre du Nord (NGDS Northern Great Dark Spot, GTSN en français), est restée visible pendant plusieurs années.